# Las grietas de Jara
Las grietas de Jara es una película  dramática de 2018 coproducción de Argentina y España coescrita y dirigida por Nicolás Gil Lavedra. El guion de la película está basado en la novela homónima de la escritora Claudia Piñeiro cuyos personajes protagónicos son interpretados por Oscar Martínez y Joaquín Furriel.

## Sinopsis
En el estudio de arquitectura Borla y Asociados comienzan a ponerse nerviosos cuando la joven Leonor se presenta allí buscando a Nelson Jara. Ni los socios de la constructora, Mario y Marta, ni el trabajador más antiguo, Pablo, parecen haber oído ese nombre. Pero lo cierto es que el enigmático personaje fue damnificado por el estudio debido a una grieta en su casa culpa de un problema en la construcción. Leonor descubre esto y más. Cosas que no hacen ninguna gracia a los arquitectos…

## Tráiler
La película tenía previsto estrenarse a fines de septiembre de 2017 pero fue postergado al 18 de enero de 2018. El 29 de agosto de 2017 la productora lanzó  un primer adelanto de la película.

## Recepción

### Comercial
La película tuvo un estreno muy bueno en salas argentinas con aproximadamente 156 copias en todo el país. En su primer fin de semana la cinta atrajo 47.300 espectadores ubicándose así en el Top 10 de las más vistas (donde duraría solo dos semanas). 
Su acumulado hasta el momento es de 60.100 espectadores.